# Союзмультфильм
„Союзмультфильм“ (Преди известно като „Союздетмультфильм“) (Буквален превод: Съюзкарикатура) е съветско (по-късно руско) филмово студио за анимиране на анимационни филми. Основано е в Москва на 10 юни 1936 г. По време на съществуването си са създадени над хиляда детски филми с различни художествени техники, много от които са влезли в „Златния фонд“ на световната анимационна класика.

## История
От 1946 г. филмовото студио се помещава в бившата църква „Свети Николай Чудотворец“ в Нова Слобода, преустроена като музей на атеизма. Най-харесвани произведения на „Союзмультфильм“ от втората половина на 40-те години са:
- Пълнометражният филм „Малкият кон с гърбавост“ (1947) на Иван Иванов-Вано
- Картината „Изгубеното писмо“ (1945)
- Филмът „Сивата врата“ (1948) от Леонид Амалрик и Владимир Полковников
- Цветната версия на предвоенния филм „Квартетът“ (1947)

През 1947 г. на филмовия фестивал във Венеция филмът „Песен на радостта" е награден с бронзов медал за „Най-добър анимационен филм". Това е първата международна награда на студиото.
Впоследствие са създадени анимационни филми:
- Приключенията на Буратино (1959)
- Приключенията на Лукчо (1961)
- Дребосъчето и Карлсон (1968)
- Ну, погоди! (1969) на режисьор Вячеслав Котьоночкин с Анатоли Папанов (Вълкът) и Клара Румянова (Заекът)
- Мечо Пух (1969)
- Бременские музыканты (1969)
- Крокодилът Гена (1969)
- Чебурашка (1971)
- Ёжик в тумане (1975)
- 38 папагала (1976)
- Котенцето на име Джаф (1976)
- Трима от Простоквашино (1978)
- Баба Яга е против (1979)
- Тайната на третата планета (1981)
- Завръщането на блудния папагал (1984)
- Приключенията на пингвинчето Лоло (1987)
- Простоквашино (2018)
- Оранжевата крава (2018)
- Монсиландци (2018)
- Снежната кралица 4: Огледалното кралство (2019)
- Чуч Мяуч (2021)
- Енотки (2021)
- Крутикси (2021)
- Ну, погоди! Ваканция (2021)
- Умка (2022)
- Лудлвил (2023)

През 2023 г. студиото пуска игрален филм „Чебурашка“.